# Petre Marmureanu
Petre Marmureanu (20 giugno 1941) è un ex tennista rumeno.

## Carriera
Nei tornei del Grande Slam ha ottenuto il suo miglior risultato raggiungendo i quarti di finale di doppio all'Open di Francia nel 1972, in coppia con l'australiano Barry Phillips-Moore.
In Coppa Davis ha giocato un totale di 8 partite, collezionando 5 vittorie e 3 sconfitte.